# VEF I-11
VEF I-11 (còn có tên là Irbītis I-11) là máy bay hạng nhẹ của Latvia được chế tạo bởi công ty VEF.

## Thiết kế và phát triển
I-11 được thiết kế bởi Kārlis Irbītis vào năm 1936. Đây là một máy bay đơn cánh đặt thấp với buồng lái hai chỗ ngồi và càng đáp cố định.

## Lịch sử hoạt động
Ngày 23 tháng 6, 1936, I-11 có chuyến bay thương mại đầu tiên.
Ngày 26 tháng 4, 1937, máy bay bay quanh Latvia với quãng đường 1.000 km (621 mi) trong 5 1/2 giờ.